# آرثر رايموند جوستين
آرثر رايموند جوستين (بالإنجليزية: Arthur Raymond Heath)‏ هو سياسي بريطاني (وحمل سابقاً جنسية المملكة المتحدة لبريطانيا العظمى وأيرلندا)، ولد في 18 أكتوبر 1854، وتوفي في 8 يونيو 1943. حزبياً، نشط في حزب المحافظين. في الانتخابات العمومية البريطانية 1886 ‏، انتخب عضو برلمان المملكة المتحدة الـ24 عن دائرة Louth, Lincolnshire (UK Parliament constituency) ‏ (1 يوليو 1886 – 28 يونيو 1892).